# Gabriel VII d'Alexandrie
Gabriel VII d'Alexandrie (mort en 1571) est le 95e patriarche copte d'Alexandrie.

## Biographie
Le futur patriarche Gabriel nait dans les environs du monastère de El-Mouharraq, et devient très jeune moine dans le Monastère Saint-Macaire de Scété. Du fait de sa bonne conduite et de sa grande rigueur, il aurait été ordonné patriarche après la mort du 94e Pape Jean XIII peut être vers 1525 après une vacance du siège et la conquête ottomane de l'Égypte en 1518. 
Il aurait exercé sa fonction pendant 43 années, « prêchant et enseignant à son troupeau ». Parmi ses actes les  plus importants on relève la rénovation du Monastère Saint-Antoine et du Monastère de Saint-Paul, le premier ermite, dans le désert de l'Est près de la Mer Rouge et du monastère de El-Mouharraq en Haute-Egypte
Selon les Bollandistes le Pape Pie IV  pendant son pontificat (1559-1565) lui envoie une délégation comprenant un évêque nommé Ambrogio et un jésuite Cristoforo Roderico pour le persuader d'entrer en communion avec l'église Catholique.... comme l'avait laisser espérer deux correspondances adressées par lui au Saint-Siège...cette démarche serait demeurée vaine du fait de la mauvaise foi du patriarche Gariel VII meurt en paix, après une courte maladie, le 10e jour de Abib de l'année 1571 A.D. qui marque le décès du Grand Saint Anba Gabriel VII, 95e Pape d'Alexandrie. il est inhumé dans le Tombeau des Patriarches du Monastère Saint-Mercure